# 丹·卡邁克爾
丹·卡邁克爾（英語：Dan Carmichael；1990年6月21日—）是一位蘇格蘭足球運動員。在場上的位置是攻擊型中場或前鋒。他現在效力於蘇格蘭足球超級聯賽球隊希伯尼安足球俱乐部。

## 外部連結
- 足球数据库：丹·卡邁克爾的球员统计数据